# Jari Mäenpää
Jari Mäenpää (Helsinki, 1977. december 23. –) finn metálzenész, énekes és zeneszerző.

## Pályafutása
Oliver Fokin, illetve a Metallica hatására kezdett el gitározni tizenévesként, a kilencvenes évek közepén. Ők ketten együtt gitároztak, gyakoroltak, demóztak egy Helsinkiben található ifjúsági központban, ez a "zenekar" kapta az Immemorial nevet. Ebből az időszakból egy hivatalosan ki nem adott Immemorial – Ensiferum split demo maradt fenn. 
1996-tól 2004-ig az Ensiferum, 1998-tól 2008-ig az Arthemesia tagja volt. Közben vendégeskedett a Kimmo Miettinen által létrehozott Lost Aloneban, erről azonban keveset tudni, a zenekartól mindössze két szám hallgatható meg az interneten (Jari csak az egyikben szerepel).
 

2004-ben kirúgták az Ensiferumból, amikor az első Wintersun lemez felvétele időben egybeesett az Ensiferum egyik turnéjával. 2008-ban kiszállt az Arthemesiaból, azóta csak a Wintersun keretein belül tevékenykedik. 

## Korábbi zenekarai
- Immemorial (?)
- Ensiferum (1996–2004)
- Arthemesia (1998–2006)

## Vendégszereplések
- Lost Alone – szöveg, ének, gitárok, szintetizátor a Memory c. számban
- Cadacross – Corona Borealis (gitárszóló a Bring Out Your Dead c. számban)
- Nuclear Blast Allstars – Out of the Dark (ének a Devotion c. számban)

## Diszkográfia

### Ensiferum
- Demo 1 (demo, 1997)
- Demo 2 (demo, 1999)
- Hero in a Dream (demo, 1999)
- Ensiferum (nagylemez, 2001)
- Iron (nagylemez, 2004)
- Tale of revenge (kislemez, 2004)
- 1997-1999 (válogatás, 2005)

### Arthemesia
- Devs – Iratvs (nagylemez, 2001)

### Wintersun
- Wintersun (nagylemez, 2004)
- Live at Summer Breeze 2005 (DVD, 2006)
- Time I (nagylemez, 2012)
- The Forest Seasons (nagylemez, 2017)
- Time II (nagylemez, 2024)

### Vendégként
- Cadacross – Corona Borealis (2002)
- Nuclear Blast Allstars – Out of the Dark (2007)